# Такана (язык)
Такана (Tacana, Takana) — западнотаканский язык, на котором говорит народ такана, проживающий в городах Капайна, Напаше, Сан-Буэнавентура, Тауа, некоторые группы рассеяны по берегам рек Бени, Мадре-де-Дьос и Ортон; в кантонах Ишьямас и Тумупаса провинции Итурральде департамента Ла-Пас в Боливии. Большинство населения перешло на испанский язык. Многочисленные диалекты, ныне мёртвые, относились к языку такана: аяйчуна, бабаяна, идиама (ишиама), памайно, пасарамона, сапаруна, сильяма, тумупаса (макарани, «тупамаса»), учупьямона, чивамона, чильюво, юбамона и ябайпура (Мэйсон 1950).